# Chactopsis chullachaqui
Espèce
Chactopsis chullachaqui est une espèce de scorpions de la famille des Chactidae.

## Distribution
Cette espèce est endémique de la région de San Martín au Pérou. Elle se rencontre vers San Antonio de Chumbaza à 297 m d'altitude.

## Description
Le mâle holotype mesure 27,55 mm.

## Publication originale
- Ochoa, Rojas-Runjaic, Pinto-da-Rocha & Prendini, 2013 : Systematic revision of the neotropical scorpion genus Chactopsis Kraepelin, 1912 (Chactoidea: Chactidae), with descriptions of two new genera and four new species. Bulletin of the American Museum of Natural History, no 378, p. 1-121 (texte intégral).